# Darío Ortiz
Hernán Darío Ortiz (Godoy Cruz, 14 luglio 1967) è un allenatore di calcio ed ex calciatore argentino, di ruolo difensore.

## Palmarès

### Club

#### Competizioni nazionali
- Copa Centenario de la AFA: 1

Gimnasia La Plata: 1994